# Siêu sao
Siêu sao (tiếng Anh: superstar, /sju:pəstɑ:/) là những người nổi tiếng có rất nhiều sức cuốn hút, sức hấp dẫn và mức độ ảnh hưởng phổ biến tới công chúng, hoặc được biết đến rộng rãi nhất là đối với những người hâm mộ xem họ như thần tượng của mình. Những siêu sao này có thành tích nổi bật, chói sáng hoặc thành công trong một số lĩnh vực.
Người nổi tiếng gọi là "siêu sao" có thể gồm các cá nhân công tác tại các lĩnh vực như giải trí, văn hóa, nghệ thuật, thể thao như những diễn viên, nữ diễn viên, ca sĩ, nhạc sĩ, vận động viên, đặc biệt là các cầu thủ bóng đá, các vận động viên quần vợt và các ngành nghề dựa trên các phương tiện truyền thông khác.
Thuật ngữ này được sử dụng thịnh hành từ những năm 1960 và năm 1970 để mô tả những người như nữ diễn viên Mary Woronov, ngôi sao của Chelsea Girls, những người bắt đầu nhảy múa với The Velvet Underground. Sức hấp dẫn của các siêu sao là không thể phủ nhận, có những người vì quá mong muốn mình hay người thân của mình trở nên nổi tiếng mà ngộ nhận tài năng thật sự.